# Achille in Sciro (Domenico Sarro)
Achille in Sciro è un'opera seria del compositore Domenico Sarro. L'opera è basata su un libretto in lingua italiana di Pietro Metastasio.

## Storia
Fu commissionata per l'apertura del Teatro di San Carlo dal re Carlo VII di Napoli, in seguito noto come Carlo III di Spagna. L'opera è stata presentata per la prima volta all'inaugurazione del teatro il 4 novembre 1737, l'onomastico di Carlo. È basata sulla storia di Achille a Sciro.
L'opera non è stata eseguita per più di 250 anni fino a quando non fu ripresa al Festival della Valle d'Itria nel 2007. Quella performance fu registrata dal vivo e pubblicata su CD dalla Dynamic Records nel 2008. Il cast era il seguente:

## Ruoli
| Personaggio | Interprete            |
| ----------- | --------------------- |
| Achille     | Gabriella Martellacci |
| Lycomedes   | Marcello Nardis       |
| Teagene     | Massimiliano Arizzi   |
| Deidamia    | Maria Laura Martorana |
| Ulysses     | Francisco Ruben Brito |
| Nearco      | Eufemia Tufano        |
| Arcade      | Dolores Carlucci      |

Orchestra Internazionale d’Italia, Coro da Camera di Bratislava, Direttore: Federico Maria Sardelli, Regista: Davide Livermore.
Il libretto di Metastasio Achille a Sciro era stato musicato per la prima volta da Antonio Caldara nel 1736 a Vienna.

## Incisioni
- Federico Maria Sardelli Dynamic 3CD

## Osservazioni
1. ↑  Partitur der Oper von Domenico Sarro als Digitalisat beim International Music Score Library Project.